# Емишев, Гали Хамашевич
Гали Хамашевич Емишев (1929—2018) — советский передовик производства, звеньевой колхоза имени Чапаева Прохладненского района Кабардино-Балкарской АССР. Герой Социалистического Труда (1966).

## Биография
Родился 10 марта 1929 года в селе Карагач, Прохладненского района Кабардино-Балкарской АССР. 
Отец Г. Х. Емишева погиб в Сталинградской битве в 1942 году. С 1942 по 1943 годы в период Великой Отечественной войны и гитлеровской оккупации Г. Х. Емишев работал помощником сеяльщика, с 1943 года после освобождения Кабардино-Балкарии от гитлеровцев начал работать в огородной бригаде колхоза имени И. В. Чапаева Прохладненского района Кабардино-Балкарской АССР. С 1945 года после окончания семи классов сельской школы и Баксанской механической школы он начал работать заправщиком в тракторно-полеводческой бригаде и механизатором-трактористом Алтудской машинно-тракторной станции.
С 1947 по 1951 годы проходил службу в рядах Советской армии, служил в отдельной роте спецполка. С 1951 года после демобилизации из рядов Советской армии, снова работал механизатором тракторной бригады в своём колхозе, был новатором производства, являлся инициатором освоения квадратно-гнездового способа сева пропашных культур, таких как — подсолнечник и кукуруза. С 1960 года был назначен звеньевым и бригадиром кукурузоводческой механизированной бригады, в первый же год его бригадой с площади 50 гектаров было собрано по 70 центнеров кукурузы. 
23 июня 1966 года Указом Президиума Верховного Совета СССР «за получение высоких урожаев за многолетний самоотверженный труд в сельскохозяйственном производстве» Гали Хамашевич Емишев был удостоен звания Героя Социалистического Труда с вручением ордена Ленина и золотой медали «Серп и Молот».
В 1974 году без отрыва от производства Г. Х. Емишев окончил заочное отделение сельскохозяйственного факультета Кабардино-Балкарского государственного университета, по окончании которого получив специальность — агроном.
К 1977 году под руководством Г. Х. Емишева у его звена площадь под кукурузу расширились до 1200 гектаров а урожайность составила 82 центнера с каждого гектара. «За обеспечение рекордно высоких урожаев и перевыполнение плана» Г. Х. Емишев был награждён орденами Трудового Красного Знамени и Октябрьской Революции, за участие в ВДНХ СССР был удостоен двух золотых медалей ВДНХ.
Помимо основной деятельности Г. Х. Емишев был членом Правления колхоза имени И. В. Чапаева, членом Прохладненского горкома КПСС, депутатом Прохладненского районного Совета народных депутатов и членом Кабардино-Балкарского областного КП. С 1979 по 1991 годы работал председателем исполкома Карагачского сельского Совета народных депутатов.
Скончался 6 февраля 2018 года.

## Награды
- Медаль «Серп и Молот» (23.06.1966)
- Орден Ленина (23.06.1966)
- Орден Октябрьской Революции
- Орден Трудового Красного Знамени
- Медаль «За доблестный труд в Великой Отечественной войне 1941—1945 гг.»
- две золотые и серебряная медали ВДНХ
- дважды Почётная грамота Президиума Верховного Совета Кабардино-Балкарской АССР

### Звание
- Почётный гражданин Прохладненского муниципального района